# Верую (альбом)
«Верую» — одиннадцатый студийный альбом российского певца Николая Баскова, представленный широкой публике на концерте в Кремлёвском дворце 9 октября 2018 года.
В альбом вошло 17 композиций.

## Вокалист об альбоме
Сам Николай Басков рассказал о новом альбоме следующее::

Альбом «Верую» — это для души! Я познакомился с замечательной поэтессой Ириной Лебедевой, и меня сразу тронули её стихи. Наверное, каждый из нас когда-нибудь чувствовал духовное голодание. Так я восполнил своё. Плюс ещё Лёша Романов (автор хитов группы «Винтаж») написал красивую песню про то, как Иисус шёл на Голгофу.
Во время записи альбома я настолько глубоко погрузился в Библию, что ездил на религиозные лекции. Плюс брал частные уроки, где мне подробно растолковывали библейский сюжет. Мы все время хотим есть, мы должны следить за здоровьем, но порой забываем, что есть духовная оболочка, которая тоже должна быть напитана. Кто-то сам по себе молится, кто-то ходит в храм. Я не призываю людей бежать и усердно молиться. Я просто рассказываю в этих 17 песнях о своём сегодняшнем внутреннем мире.
— 2018

## Список композиций
| №   | Название                     | Длительность |
| --- | ---------------------------- | ------------ |
| 1.  | «Да пребуду в Господе вовек» | 3:10         |
| 2.  | «Борюсь»                     | 4:07         |
| 3.  | «Всё забывается»             | 3:58         |
| 4.  | «Всесильный Бог»             | 3:33         |
| 5.  | «Исповедь»                   | 3:52         |
| 6.  | «Когда я встречусь с Богом»  | 3:43         |
| 7.  | «Мой хранитель»              | 3:54         |
| 8.  | «Молите Господа о нас»       | 4:33         |
| 9.  | «Дева Богородица»            | 1:54         |
| 10. | «Аллилуйя»                   | 3:46         |
| 11. | «Голгофа»                    | 6:31         |
| 12. | «Христос Воскрес»            | 3:53         |
| 13. | «Я посылаю Вам любовь»       | 3:07         |
| 14. | «Религия любви»              | 5:02         |
| 15. | «Давайте любить»             | 3:57         |
| 16. | «Верую»                      | 3:54         |
| 17. | «Торжество»                  | 3:42         |

## Критика
Алексей Мажаев из InterMedia в своей рецензии обращает внимание читателя, что Николай Басков выступает в роли чуть ли не основоположника жанра. Басковская «современная духовная музыка» не имеет никакого отношения к традиционной церковной музыке, а скорее напоминает торжественную советскую эстраду... Но теперь тексты значительно поменялись: «Я живу под покровом Всевышнего и под тенью его укрываюсь я. Щит спасительный мой и прибежище, и ему одному всегда каюсь я», «пред святым алтарём исповедуюсь, Боже, я имею нужду в покаянии тоже», «Господи, как счастлив я в тебе, ты в моём стремлении быть ближе, рай, блаженство верим на земле, суета становится всё ниже» - и так 17 песен.